# Mostow-Starrheit
In der Mathematik besagt der Mostowsche Starrheitssatz (auch starker Starrheitssatz oder Mostow-Prasad-Starrheitssatz) im Wesentlichen, dass die Geometrie einer hyperbolischen Mannigfaltigkeit endlichen Volumens der Dimension größer 2 durch ihre Fundamentalgruppe  bestimmt wird und mithin eindeutig ist. Der Satz wurde für geschlossene Mannigfaltigkeiten von George Mostow bewiesen, dann ausgedehnt auf Mannigfaltigkeiten endlichen Volumens von Albert Marden in Dimension 3 und von Gopal Prasad in Dimension {\displaystyle \geq 3}. Gromow gab einen anderen Beweis mit Hilfe des simplizialen Volumens. Auf André Weil geht eine schwächere lokale Version zurück, nämlich dass kokompakte diskrete Gruppen von Isometrien des hyperbolischen Raumes der Dimension mindestens 3 keine nicht-trivialen Deformationen zulassen. Eine Verschärfung des Mostowschen Starrheitssatzes ist der von Margulis bewiesene Superstarrheitssatz.
Der Satz besagt, dass der Deformationsraum der (vollständigen) hyperbolischen Strukturen auf einer hyperbolischen n-Mannigfaltigkeit endlichen Volumens ({\displaystyle n>2}) ein Punkt ist. Im Gegensatz dazu hat eine hyperbolische Fläche vom Geschlecht g einen 6g-6-dimensionalen Modulraum, der die Metriken konstanter Krümmung {\displaystyle K=-1} (bis auf Diffeomorphismus) klassifiziert, siehe Teichmüller-Raum.
In Dimension 3 gibt es einen "Flexibilitätssatz" von Thurston, den Satz über hyperbolische Dehn-Chirurgie: er erlaubt es hyperbolische Strukturen endlichen Volumens zu deformieren, wenn man Änderungen der Topologie der Mannigfaltigkeit zulässt. Es gibt auch eine umfangreiche Theorie der Deformationen hyperbolischer Strukturen auf hyperbolischen Mannigfaltigkeiten unendlichen Volumens.

## Starrheitssatz
Der Satz kann in geometrischer oder algebraischer Fassung formuliert werden.

### Geometrische Formulierung
Seien {\displaystyle M} und {\displaystyle N} vollständige hyperbolische n-Mannigfaltigkeiten endlichen Volumens mit {\displaystyle n>2}.  Wenn es einen Isomorphismus {\displaystyle \pi _{1}M\rightarrow \pi _{1}N} gibt, dann wird er von einer eindeutigen Isometrie {\displaystyle M\rightarrow N} induziert.
Hierbei bezeichnet {\displaystyle \pi _{1}M} die Fundamentalgruppe der Mannigfaltigkeit {\displaystyle M}.
Eine äquivalente Version besagt, dass jede Homotopieäquivalenz {\displaystyle M\rightarrow N} homotop zu einer eindeutigen Isometrie ist.

### Algebraische Formulierung
Eine äquivalente Fassung ist: 
Seien {\displaystyle \Gamma } and {\displaystyle \Delta } diskrete Untergruppen der Isometriegruppe des hyperbolischen {\displaystyle n}-Raumes {\displaystyle H^{n}} mit {\displaystyle n>2}, deren Quotienten {\displaystyle H^{n}\backslash \Gamma } und {\displaystyle H^{n}\backslash \Delta } endliches Volumen haben. Wenn {\displaystyle \Gamma } and  {\displaystyle \Delta } als Gruppen isomorph sind, dann sind sie konjugierte Untergruppen des Isometriegruppe {\displaystyle \operatorname {Isom} (H^{n})}.

### Verallgemeinerung: Thurstons Starrheitssatz
Wenn {\displaystyle M} und {\displaystyle N} vollständige hyperbolische Mannigfaltigkeiten endlichen Volumens der Dimension {\displaystyle >2} sind und für eine ganze Zahl {\displaystyle d} die Beziehung
{\displaystyle \operatorname {Vol} (M)=d\operatorname {Vol} (N)}
gilt, dann ist jede Abbildung vom Abbildungsgrad {\displaystyle d} homotop zu einer lokal-isometrischen {\displaystyle d}-fachen Überlagerung.
Insbesondere folgt aus {\displaystyle \operatorname {Vol} (M)=\operatorname {Vol} (N)}, dass jede Abbildung vom Abbildungsgrad 1 homotop zu einer Isometrie ist.

## Anwendungen
Die Gruppe der Isometrien einer hyperbolischen {\displaystyle n}-Mannigfaltigkeit endlichen Volumens {\displaystyle M} ist für {\displaystyle n>2} stets endlich und isomorph zu {\displaystyle \operatorname {Out} (\pi _{1}M)}.
Thurston  benutzte Mostow-Starrheit, um die Eindeutigkeit der zu triangulierten planaren Graphen assoziierten Kreispackungen zu zeigen.